# 台西纬二路
台西纬二路是位于中华人民共和国山东省青岛市市南区西部（即原台西区南部）的一条道路，以“台西”之名称加走向和序数命名。该道路第一次日占时期（1914年－1922年）及之前的名称尚不可考，1931年称台西纬二路，沿用至今。
台西纬二路是青岛老城区的一条西北—东南向（总体路网中的性质为东西向）道路。道路全长309米，车行道最宽处13米。道路西北起西藏一路，途经西藏二路、台西一路、台西二路、台西三路、台西四路、台西五路、成武路，西南接南阳路止。该道路西北段较为狭窄，又在一侧划定泊车位，因此不适合大型客车通行。